# McLaren M29
Chronologie des modèles (1979-1980-1981)
McLaren M28 McLaren M30
La McLaren M29 est une Formule 1 de l'écurie britannique McLaren Racing ayant participé aux championnats du monde de Formule 1 1979 et 1980 pour le modèle M29 et 1981 pour le modèle M29F.

## Résultats détaillés en championnat du monde
| Saison | Écurie                         | Moteur               | Pneus | Pilotes           | 1    | 2    | 3    | 4   | 5    | 6    | 7    | 8   | 9    | 10   | 11   | 12   | 13   | 14   | 15   | Points inscrits | Classement |
| ------ | ------------------------------ | -------------------- | ----- | ----------------- | ---- | ---- | ---- | --- | ---- | ---- | ---- | --- | ---- | ---- | ---- | ---- | ---- | ---- | ---- | --------------- | ---------- |
| 1979   | Marlboro Team McLaren          | Ford Cosworth DFV V8 | G     |                   | ARG  | BRÉ  | ADS  | EUO | ESP  | BEL  | MON  | FRA | GBR  | ALL  | AUT  | PB   | ITA  | CAN  | EUE  | 15*             | 7e         |
| 1979   | Marlboro Team McLaren          | Ford Cosworth DFV V8 | G     | John Watson       |      |      |      |     |      |      |      |     | 4    | 5    | 9    | Abd. | Abd. | 6    | 6    | 15*             | 7e         |
| 1979   | Marlboro Team McLaren          | Ford Cosworth DFV V8 | G     | Patrick Tambay    |      |      |      |     |      |      |      |     |      | Abd. | 10   | Abd. | Abd. | Abd. | Abd. | 15*             | 7e         |
| 1980   | Marlboro Team McLaren          | Ford Cosworth DFV V8 | G     |                   | ARG  | BRÉ  | ADS  | EUO | BEL  | MON  | FRA  | GBR | ALL  | AUT  | PB   | ITA  | CAN  | EUE  |      | 11**            | 9e         |
| 1980   | Marlboro Team McLaren          | Ford Cosworth DFV V8 | G     | John Watson       | Abd. | 11   | 11   | 4   | Nc.  | Nq.  | 7    | 8   | Abd. | Abd. | Abd. | Abd. | 4    | Nc.  |      | 11**            | 9e         |
| 1980   | Marlboro Team McLaren          | Ford Cosworth DFV V8 | G     | Alain Prost       | 6    | 5    | Abd. |     | Abd. | Abd. | Abd. | 6   | 11   | 7    |      |      |      |      |      | 11**            | 9e         |
| 1980   | Marlboro Team McLaren          | Ford Cosworth DFV V8 | G     | Stephen South     |      |      |      | Nq. |      |      |      |     |      |      |      |      |      |      |      | 11**            | 9e         |
| 1981   | Marlboro McLaren International | Ford Cosworth DFV V8 | M     |                   | EUO  | BRÉ  | ARG  | SMR | BEL  | MON  | ESP  | FRA | GBR  | ALL  | AUT  | PB   | ITA  | CAN  | LSV  | 28***           | 6e         |
| 1981   | Marlboro McLaren International | Ford Cosworth DFV V8 | M     | John Watson       | Abd. | 8    |      |     |      |      |      |     |      |      |      |      |      |      |      | 28***           | 6e         |
| 1981   | Marlboro McLaren International | Ford Cosworth DFV V8 | M     | Andrea De Cesaris | Abd. | Abd. | 11   | 6   | Abd. |      |      |     |      |      |      |      |      |      |      | 28***           | 6e         |

Légende : ici 
- * Seulement 7 points ont été marqués avec la M29, les autres points ont été marqués avec la M28.
- ** Seulement 10 points ont été marqués avec la M29, les autres points ont été marqués avec la M30.
- *** Seulement 1 point a été marqué avec la M29F, les autres points ont été marqués avec la MP4/1.